# Euphaedra (Euphaedrana) disjuncta
Euphaedra (Euphaedrana) disjuncta es una especie de  Lepidoptera, de la familia Nymphalidae,  subfamilia Limenitidinae, tribu Adoliadini, pertenece al género Euphaedra, subgénero (Euphaedrana).

## Subespecies
- Euphaedra (Euphaedrana) disjuncta disjuncta (Hecq, 1984)
- Euphaedra (Euphaedrana) disjuncta virens (Hecq, 1984)

## Localización
Esta especie y sus subespecies de Lepidoptera se encuentran localizadas en Zaire (África). 